# Леон (историческая область)

Административное деление Испании в 1833 году. Исторический регион Леон выделен фиолетовым цветом

Лео́н (исп. León) — историческая область в Испании.
В VIII веке северо-запад Пиренейского полуострова был объединён под властью королевства Астурия. В 910 году сыновья короля Альфонсо III разделили его наследство, в результате чего образовалось независимое королевство Леон со столицей в городе Леон. В XIII веке Леон окончательно объединился династически с Кастилией, войдя в состав земель кастильской короны, но формально продолжал оставаться отдельным королевством.
В 1833 году, в рамках построения централизованного государства, королевским декретом от 20 ноября Испания была разделена на 49 провинций, которые были сгруппированы по «историческим регионам» (не имевшим, впрочем, никакого формально-юридического статуса). Исторический регион Леон оказался составленным из провинций Леон, Саламанка и Самора. В 1983 году исторический регион Леон был объединён с историческим регионом Кастилья-ла-Вьеха в автономное сообщество Кастилия и Леон.